# Мечеть Касіма Алі-хана
Мечеть Касіма Алі-хана (пушту مسجد قاسم علی خان — мечеть у Пешаварі, Пакистан, розташована на базарі Місхаран-Кісса-Хвані. Збудована під час правління могольського імператора Аурангзеба (1658-1707) з ініціативи співробітника адміністрації Кабула та репортера Касим Алі Хана.